# Tre regni di Corea

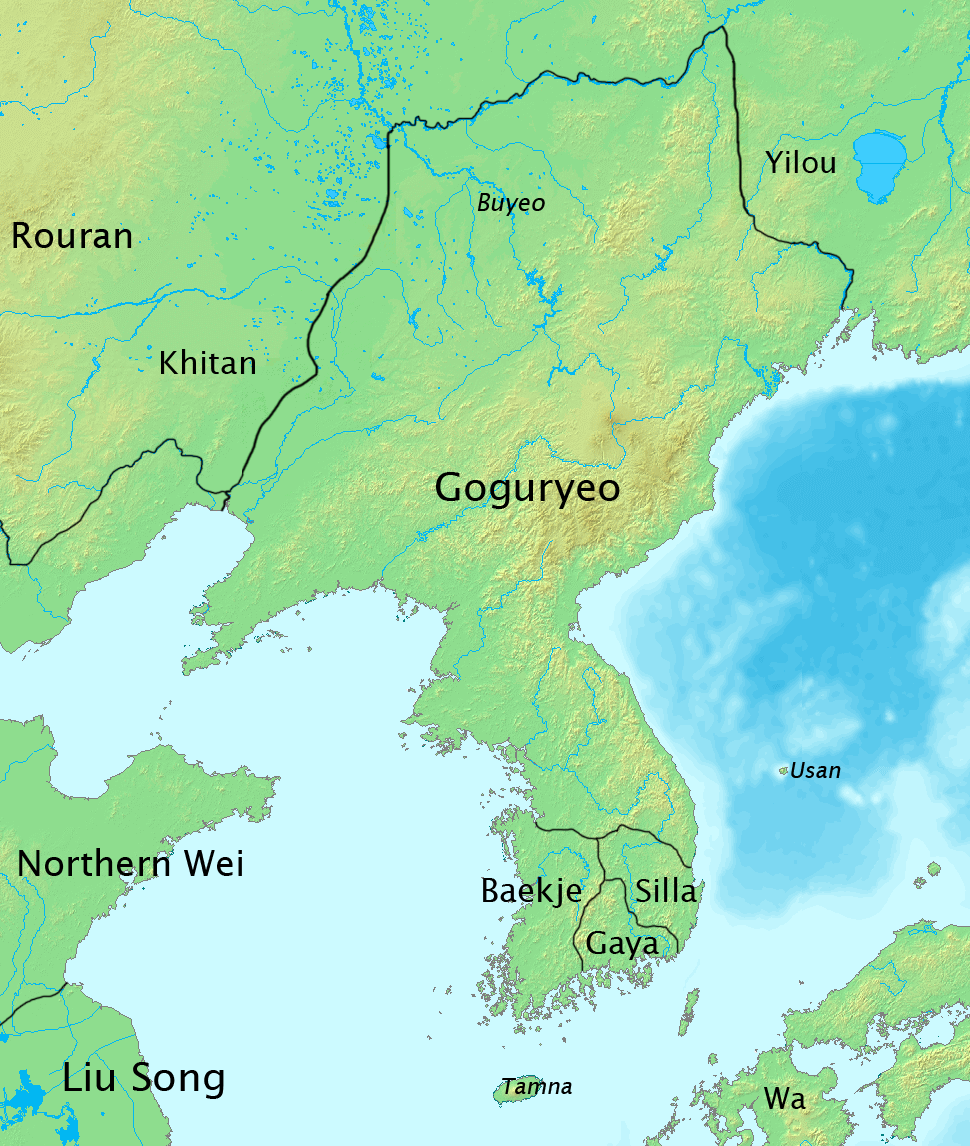
Cartina dei Tre regni di Corea intorno alla fine del V secolo

I Tre regni di Corea (in hangŭl: 삼국시대, in hanja: 三國時代) si riferisce ai tre regni di Baekje (백제, 百濟), Silla (신라, 新羅) e Goguryeo (고구려, 高句麗). Goguryeo fu più tardi conosciuto come Goryeo (고려, 高麗), dal quale deriva il nome Corea. Il periodo dei Tre Regni durò dal 57 a.C. al 668 d.C. (ma esistevano circa 78 stati tribali nella regione meridionale della penisola coreana e stati relativamente grandi come Okjeo, Buyeo, e Dongye nella parte settentrionale e in Manciuria).
I tre regni occupavano l'intera penisola coreana e più o meno la metà della Manciuria, situata nelle attuali Cina e Russia. I regni di Baekje e Silla dominavano la metà meridionale della penisola coreana e Tamna (isola di Jeju), mentre Goguryeo controllava la penisola di Liaodong, la Manciuria e la metà settentrionale della penisola coreana. Baekje e Goguryeo condividevano miti fondatori che probabilmente avevano origine da Buyeo.
Nel VII secolo, alleata con la Cina sotto la dinastia Tang, Silla unificò la penisola coreana per la prima volta nella sua storia, formando un'identità nazionale coreana unita per la prima volta. Dopo la caduta di Baekje e Goguryeo, la dinastia Tang istituì un governo militare di breve durata per amministrare parti della penisola coreana. Tuttavia, a seguito della guerra Silla-Tang (670-676), le forze di Silla espulsero gli eserciti del Protettorato dalla penisola nel 676. Il periodo seguente è noto come unificazione di Silla o tardo Silla (668-935).
Successivamente, Go di Balhae, un ex generale Goguryeo, fondò Balhae nell'ex territorio Goguryeo dopo aver sconfitto la dinastia Tang nella battaglia di Tianmenling.
Il periodo precedente, prima dello sviluppo dei regni completamente sviluppati, è talvolta chiamato periodo Proto-Tre Regni.
Le fonti primarie principali per questo periodo includono il Samguk sagi e il Samguk yusa in Corea e la sezione "Barbari orientali" (東夷傳) dal Libro di Wei (魏書) delle Cronache dei Tre Regni in Cina.

## Nomi
A partire dal VII secolo, il nome "Samhan" divenne sinonimo dei Tre Regni di Corea. Gli "Han" nei nomi dell'Impero coreano, Daehan Jeguk e della Repubblica di Corea (Corea del Sud), Daehan Minguk o Hanguk, sono nominati in riferimento ai Tre Regni di Corea, non alle antiche confederazioni nella penisola coreana meridionale.
Secondo il Samguk sagi ed il Samguk yusa, Silla applicò una politica nazionale, l'"Unificazione Samhan" (삼한일통?, 三韓一統LR), per integrare i rifugiati Baekje e Goguryeo. Nel 1982, venne scoperta a Cheongju una lapide risalente al 686 con un'iscrizione: "I tre Han vennero unificati e il dominio venne ampliato." Durante il periodo Silla unificato, i concetti di Samhan come antiche confederazioni e tre regni di Corea vennero fusi. In una lettera ad un tutore imperiale della dinastia Tang, Choe Chiwon equiparava Byeonhan a Baekje, Jinhan a Silla e Mahan a Goguryeo. Nel periodo Goryeo, Samhan divenne un nome comune per riferirsi a tutta la Corea. Nei suoi Dieci Mandati ai suoi discendenti, Wang Geon dichiarò di aver unificato i Tre Han (Samhan), riferendosi ai Tre regni di Corea. Samhan continuò a essere un nome comune per la Corea durante il periodo Joseon ed è stato ampiamente citato negli Annali della dinastia Joseon.
In Cina, i Tre regni di Corea furono chiamati collettivamente Samhan dall'inizio del VII secolo. L'uso del nome Samhan per indicare i Tre regni di Corea era molto diffuso nella dinastia Tang. Goguryeo venne alternativamente chiamato Mahan dalla dinastia Tang, come evidenziato da un documento Tang che chiamava i generali Goguryeo "leader di Mahan" (마한추장?, 馬韓酋長LR) in 645. Nel 651, l'imperatore Gao Zong inviò un messaggio al re di Baekje riferendosi ai Tre regni di Corea come Samhan. Gli epitaffi della dinastia Tang, compresi quelli appartenenti ai rifugiati e ai migranti Baekje, Goguryeo e Silla, chiamarono i tre regni della Corea "Samhan", in particolare Goguryeo. Ad esempio, l'epitaffio di Go Hyeon (고현?, 高玄LR), un generale della dinastia Tang di origine Goguryeo morto nel 690, lo definisce un "uomo di Liaodong Samhan" (요동 삼한인?, 遼東 三韓人LR). La Storia di Liao identifica Byeonhan con Silla, Jinhan con Buyeo e Mahan con Goguryeo.
Il nome "Tre regni" è stato usato nei titoli delle storie coreane Samguk sagi (XII secolo) e Samguk yusa (XIII secolo) e non deve essere confuso con i Tre regni della Cina.

## Antefatti
I tre regni vennero fondati dopo la caduta di Wiman Joseon e gradualmente conquistarono e assorbirono vari altri piccoli stati e confederazioni. Dopo la caduta di Gojoseon, la dinastia Han stabilì quattro comanderie nell'attuale Liaoning. Tre caddero rapidamente contro Samhan e l'ultima venne distrutta da Goguryeo nel 313.
I nascenti precursori di Baekje e Silla si espansero nella rete di piccoli stati durante il periodo Proto-Tre regni, e Goguryeo conquistò gli stati vicini come Buyeo in Manciuria e i territori tribali di Okjeo e Dongye che occupavano la penisola coreana nord-orientale. I tre sistemi di governo passarono da società di città-stato a società a livello statale a pieno titolo tra il I e il III secolo d.C.
Tutti e tre i regni condividevano una cultura e una lingua simili. Le loro religioni originali sembrano essere state sciamaniche, ma sono state sempre più influenzate dalla cultura cinese, in particolare dal confucianesimo e dal taoismo. Nel IV secolo, il buddismo venne introdotto nella penisola e si diffuse rapidamente, diventando brevemente la religione ufficiale di tutti e tre i regni.

## Goguryeo

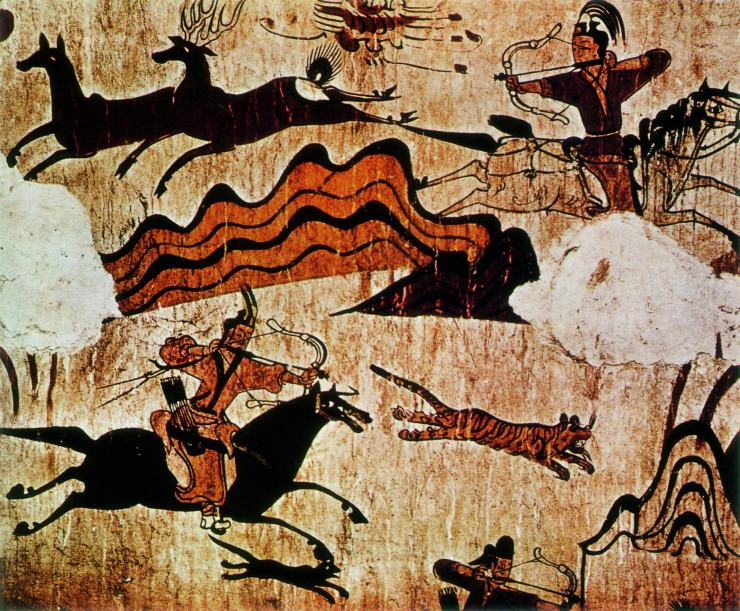
Murale di una tomba Goguryeo

Goguryeo emerse sulle rive nord e sud del fiume Yalu (Amrok), all'alba della caduta di Gojoseon. La prima menzione di Goguryeo nei documenti cinesi risale al 75 a.C. in riferimento ad una comanderia creata dalla dinastia Han cinese, anche se anche le precedenti menzioni di "Guri" (구리) potrebbero essere dello stesso stato. Le prove indicano che Goguryeo era il più avanzato, e probabilmente il primo stabilito, dei tre regni.
Goguryeo, alla fine il più grande dei tre regni, ebbe alternativamente diverse capitali: due capitali nella parte alta dello Yalu e successivamente Nangrang (Lelang in cinese) che ora fa parte di Pyongyang. All'inizio, lo stato era situato al confine con la Cina; si espanse gradualmente in Manciuria e distrusse la comanderia cinese di Lelang nel 313. L'influenza culturale dei cinesi continuò quando il buddismo venne adottato come religione ufficiale nel 372.
Goguryeo era uno stato estremamente militarista; era un impero potente e una delle grandi potenze dell'Asia orientale. Lo stato fu al suo apice nel V secolo, durante il regno del re Gwanggaeto il Grande e di suo figlio re Jangsu, e in particolare durante la loro campagna in Manciuria. Per circa il secolo successivo, Goguryeo fu la nazione dominante in Manciuria e nella penisola coreana. Goguryeo alla fine occupò le pianure di Liaodong in Manciuria e l'attuale area di Seoul. Gwanggaeto raggiunse una libera unificazione dei Tre Regni di Corea.
Goguryeo controllava non solo i coreani ma anche le tribù cinesi e tungusiche in Manciuria. Dopo l'istituzione della dinastia Sui e successivamente della dinastia Tang in Cina, lo stato continuò a compiere azioni aggressive contro Cina, Silla e Baekje fino a quando non fu conquistato dalle forze alleate Silla – Tang nel 668. La maggior parte del suo territorio venne assorbita dalla dinastia Tang della Cina e il territorio di Baekje venne assorbito da Silla.

## Baekje
Baekje venne fondato come membro della confederazione di Mahan. Si dice che due figli del fondatore di Goguryeo siano fuggiti da un conflitto di successioni, per stabilire Baekje attorno all'attuale area di Seul.
Baekje assorbì o conquistò altri capi di Mahan e, al suo apice nel IV secolo, controllava gran parte della penisola coreana occidentale. Il buddismo venne introdotto a Baekje nel 384 da Goguryeo, che Baekje accolse con favore.
Baekje fu una grande potenza marittima; la sua abilità nautica, che la rese la Fenicia dell'Asia orientale, contribuì alla diffusione del buddismo in tutta l'Asia orientale e della cultura continentale in Giappone. Baekje svolse un ruolo fondamentale nella trasmissione di sviluppi culturali e materiali nell'antico Giappone, inclusi i caratteri cinesi, la letteratura cinese e coreana, tecnologie come la metallurgia ferrosa e la ceramica, gli stili architettonici, la sericoltura ed il buddismo.
Baekje esercitò la sua influenza politica su Tamna, un regno che governava Jejudo. Baekje mantenne una stretta relazione con ed estorse un tributo da Tamna. La cultura religiosa e artistica di Baekje influenzò Goguryeo e Silla.
Baekje era una volta una grande potenza militare nella penisola coreana, specialmente durante il periodo di Geunchogo, ma venne gravemente sconfitto da Gwanggaeto e andò in declino.
Alla fine del V secolo, sotto l'attacco di Goguryeo, la capitale di Baekje fu spostata a sud di Ungjin (l'attuale Gongju) e più tardi a sud di Sabi (attuale Buyeo).

## Silla

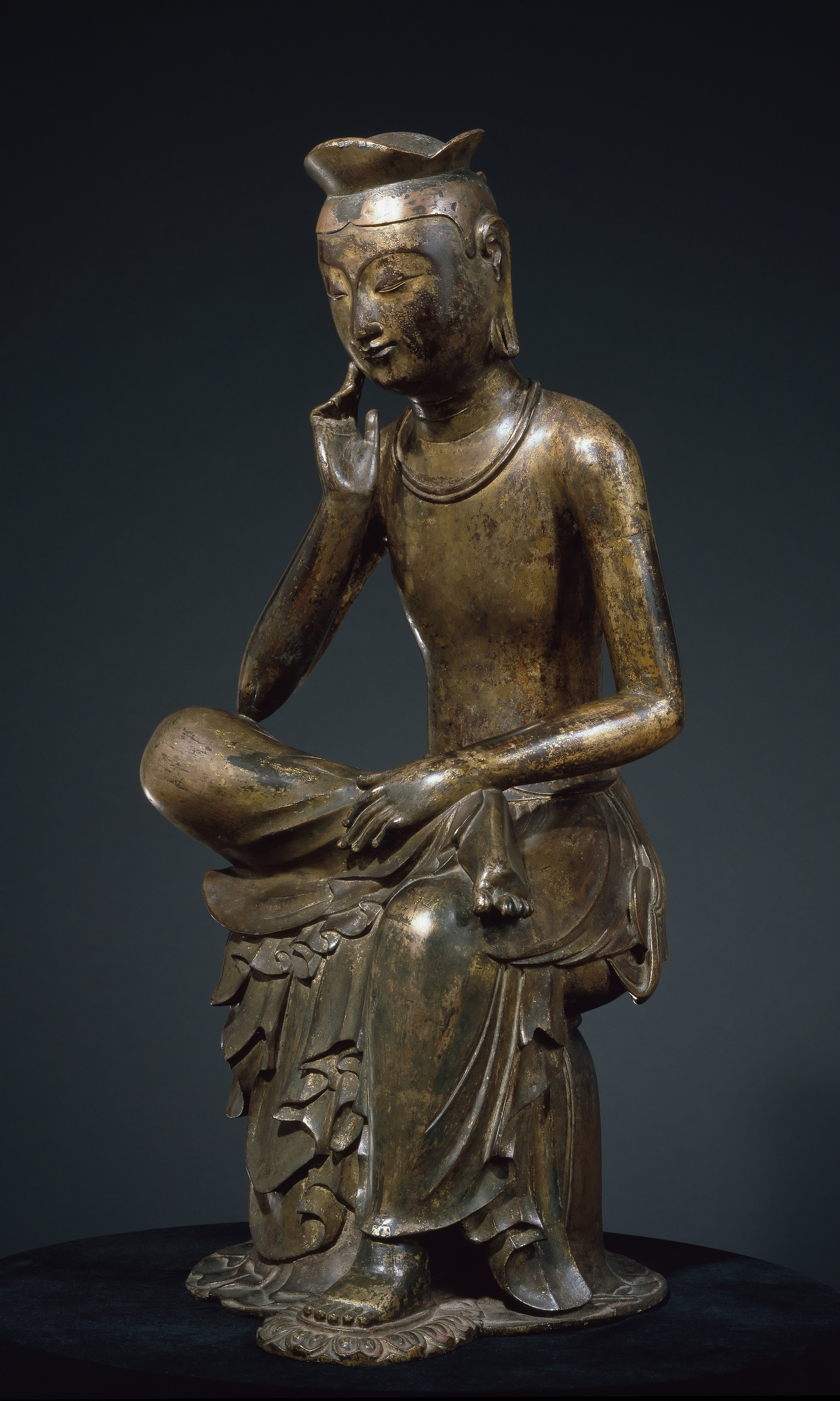
Bangasayusang, VII secolo

Secondo i documenti coreani, nel 57 a.C., Seorabeol (o Saro, in seguito Silla), nel sud-est della penisola, unificò e allargò la confederazione delle città-stato conosciute come Jinhan. Anche se il Samguk Sagi registra che Silla fu il primo dei tre regni, altri documenti scritti e archeologici indicano che Silla fu probabilmente l'ultimo dei tre a stabilire un governo centralizzato.
Silla era il più piccolo e il più debole dei Tre Regni di Corea, ma usò astuti mezzi diplomatici per stringere patti e alleanze opportunistiche con i più potenti regni coreani, e infine i Tang della Cina, a suo grande vantaggio. Ribattezzato da Saro a Silla nel 503, il regno annesse la confederazione di Gaya (che a sua volta aveva assorbito Byeonhan in precedenza) nella prima metà del VI secolo. Goguryeo e Baekje risposero formando un'alleanza. Per far fronte alle invasioni di Goguryeo e Baekje, Silla approfondì i suoi rapporti con la dinastia Tang, con il suo recente accesso al Mar Giallo che rese possibile il contatto diretto con i Tang. Dopo la conquista di Goguryeo e Baekje con i suoi alleati Tang, il regno di Silla scacciò le forze Tang dalla penisola e occupò le terre a sud di Pyongyang.
La capitale di Silla era Seorabeol (ora Gyeongju; "Seorabeol", "서라벌", si ipotizza fosse l'antico termine coreano per "capitale"). Il buddismo divenne la religione ufficiale nel 528. La rimanente cultura materiale del regno di Silla, inclusa la singolare lavorazione dei metalli in oro, mostra l'influenza delle steppe nomadi settentrionali, differenziandola dalla cultura di Goguryeo e Baekje dove l'influenza cinese era più pronunciata.

## Altri stati
Altri stati o regioni minori esistevano in Corea prima e durante questo periodo:
- La confederazione di Gaya, fino all'annessione di Silla e Baekje
- Dongye, Okjeo, e Buyeo, tutti e tre conquistati da Goguryeo
- Usan (Ulleung-do) tributario di Silla
- Tamna (Jeju-do) tributario di Baekje

## Fato
Alleato con la Cina sotto la dinastia Tang, Silla conquistò Goguryeo nel 668, dopo aver già conquistato Gaya nel 562 e Baekje nel 660, inaugurando così il periodo degli stati del Nord e del Sud con il Silla unificato a sud e Balhae a nord, quando Dae Jo-young, un ex ufficiale militare di Goguryeo, si ribellò contro il dominio cinese Tang e iniziò a riconquistare gli ex territori di Goguryeo.

## Prospettive archeologiche

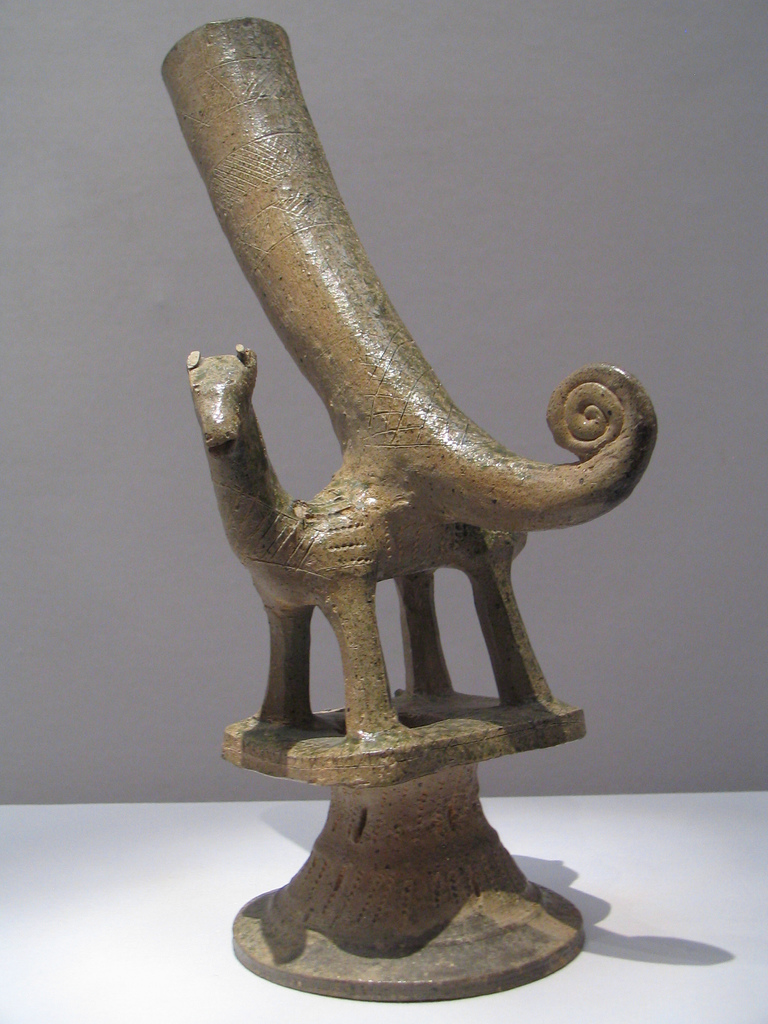
Un'insolita nave per bere scavata da una sepoltura tumulata di Gaya.

Gli archeologi usano linee guida teoriche derivate da antropologia, etnologia, analogia ed etnostoria per il concetto di ciò che definisce una società a livello statale. Ciò è diverso dal concetto di stato (guk o in cinese ko: 國, città-stato, ecc.) nella disciplina della storia coreana.
Nell'archeologia antropologica la presenza di centri urbani (soprattutto capitali), l'architettura monumentale, la specializzazione artigianale e la standardizzazione della produzione, le sepolture ostentate, i sistemi di scrittura o registrazione, la burocrazia, il controllo politico dimostrato delle aree geografiche che sono generalmente più grandi nell'area di una singola valle fluviale, ecc. costituiscono alcuni di questi correlati che definiscono gli stati.  Tra i siti archeologici risalenti ai Tre Regni di Corea, sono stati scavati centinaia di cimiteri con migliaia di sepolture. La stragrande maggioranza delle testimonianze archeologiche del periodo dei Tre Regni della Corea è costituito da sepolture, ma dagli anni '90 c'è stato un grande aumento degli scavi archeologici di antichi siti di produzione industriale, strade, terreni di palazzo e zone d'élite, siti cerimoniali, abitazioni popolari e fortezze dovute al boom dell'archeologia preventiva in Corea del Sud.
Rhee e Choi ipotizzano che un misto di sviluppi interni e fattori esterni abbia portato alla nascita di società statali in Corea. Numerosi archeologi tra cui Kang dimostrano il ruolo di frequenti guerre nello sviluppo degli stati peninsulari.

### Fondazione (c. 0– 300/400)

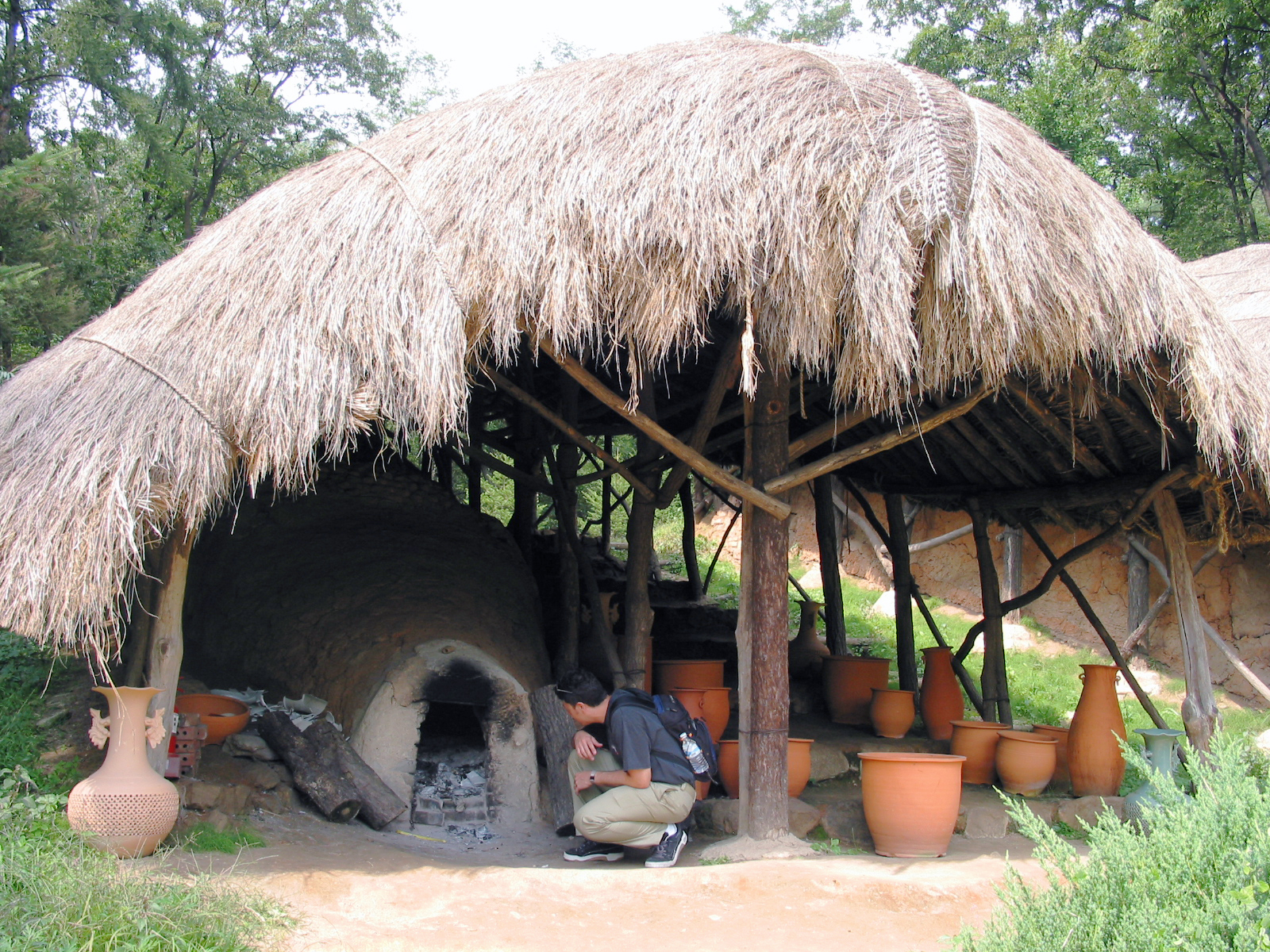
Esempio storico di un forno rampicante simile a quelli che vennero scavati da Songok-dong e Mulcheon-ri già nel tardo periodo dei Tre Regni, c. 600.

Alcuni singoli correlati di società complesse si trovano nei capi principali della Corea che risalgono al c. 700 a.C. (ad es. Igeum-dong, Songguk-ri). Tuttavia, le migliori prove dalla documentazione archeologica in Corea indicano che gli stati si formarono tra il 300 a.C. e il 300/400 d.C.. Tuttavia, gli archeologi non sono pronti a suggerire che questo significhi che c'erano stati nell'era d.C. I correlati delle società a livello statale non si svilupparono come un complesso, ma piuttosto a scatti e partenze e in vari momenti nel tempo. Fu in un certo periodo tra il 100 e il 400 d.C. che i singoli correlati delle società statali si svilupparono a un numero e una scala sufficienti affinché le società a livello statale potessero essere identificate con sicurezza usando dati archeologici.

### Sepolture
Lee Sung-joo ha analizzato la variabilità in molti cimiteri d'élite dei territori dei governi di Silla e di Gaya e ha scoperto che fino al II secolo ci fu una variazione all'interno del cimitero nella distribuzione di corredi di prestigio, ma c'era un'assenza di differenze gerarchiche su scala regionale tra i cimiteri. Verso la fine del II secolo d.C., lo spazio interno nelle sepolture delle élite aumentò di dimensioni e le tecniche di costruzione delle sepolture in legno vennero sempre più utilizzate dalle élite. Nel III secolo, si sviluppò un modello in cui vennero costruiti i cimiteri di singole élite che avevano il più alto status rispetto a tutti gli altri cimiteri. Tali cimiteri vennero istituiti ad alte quote lungo i crinali e sulle colline. Inoltre, l'élite più alta venne sepolta in tombe di grandi dimensioni stabilite nel punto più alto di un dato cimitero. Cimiteri con sepolture tumultuanti di "élite superiore" come Okseong-ri, Yangdong-ri, Daeseong-dong e Bokcheon-dong mostrano questo schema.

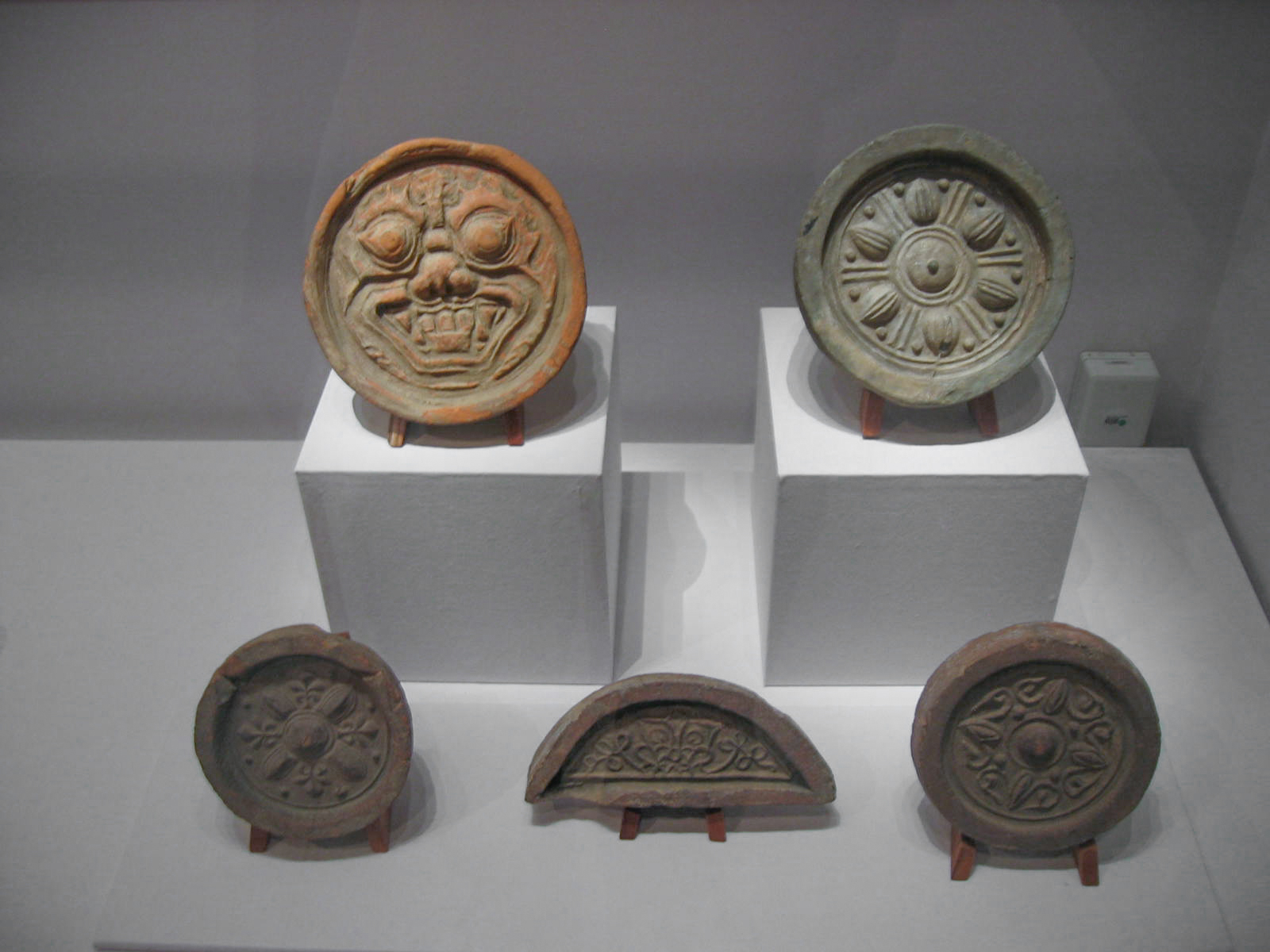
Tegole scavate dai siti archeologici di Goguryeo nella valle del fiume Han, dal Museo nazionale della Corea.

### Produzione su scala industriale di ceramiche e tegole
Lee Sung-joo ha proposto che, oltre allo sviluppo delle gerarchie politiche regionali attraverso l'analisi delle sepolture, la variazione dei tipi di produzione di ceramiche è gradualmente scomparsa e la specializzazione a tempo pieno è stato l'unico tipo riconoscibile di produzione di ceramiche dalla fine del IV secolo d.C. Allo stesso tempo, i centri di produzione di ceramiche divennero altamente centralizzati e le navi divennero standardizzate.
La centralizzazione e il controllo d'élite della produzione è dimostrato dai risultati degli scavi archeologici di Songok-dong e Mulcheon-ni a Gyeongju. Questi siti fanno parte di quello che era un antico complesso industriale interconnesso e tentacolare nella periferia nord-est della capitale di Silla. Songok-dong e Mulcheon-ri sono un esempio della grande produzione specializzata in stile industriale nei periodi dei Tre Regni e di Silla unificato. Il sito venne scavato alla fine degli anni '90 e gli archeologi hanno scoperto i resti di molte caratteristiche produttive come forni per ceramiche, forni per tegole, forni a carbone, nonché i resti di edifici e officine associati alla produzione.

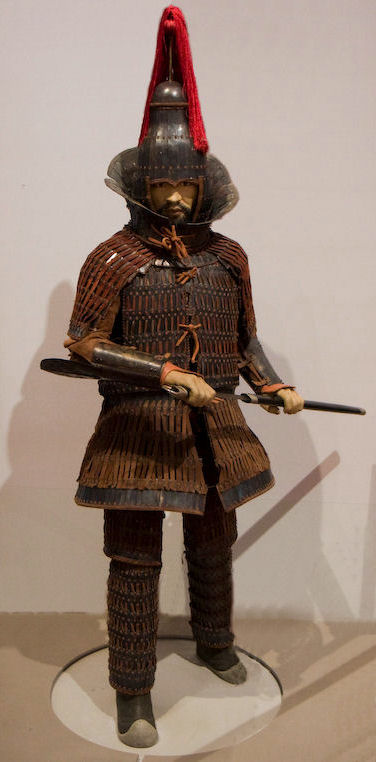
Un soldato di Gaya.

### Capitali, zone d'élite e architettura monumentale
Sin dalla fondazione di Goguryeo, la sua storia antica è ben attestata archeologicamente: la prima e la seconda capitale, Jolbon e Gungnae, sono situate dentro e intorno al''attuale Ji'an. Nel 2004, il sito è stato designato come patrimonio dell'umanità dall'UNESCO. Dal 1976, continui scavi archeologici concentrati nella parte sud-orientale della moderna Gyeongju hanno rivelato parti della cosiddetta Silla Wanggyeong (capitale reale di Silla). Numerosi scavi nel corso degli anni hanno rivelato templi come Hwangnyongsa, Bunhwangsa, Heungryunsa e altri 30 siti. I segni delle capitali di Baekje sono stati anche scavati nella fortezza di Mongchon e nella fortezza di Pungnap a Seul.